# 聖家教堂 (加里寧格勒)

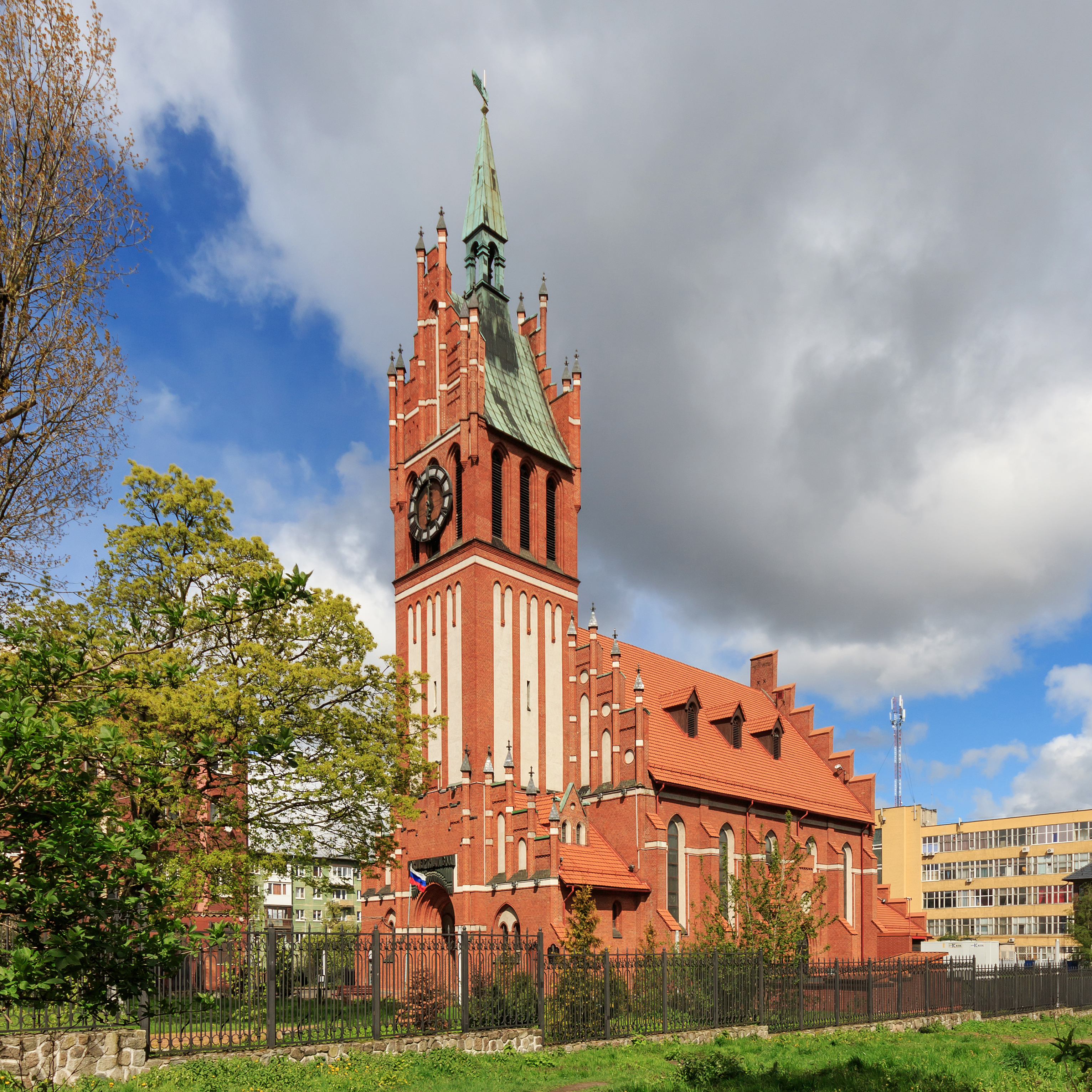
聖家教堂

聖家教堂（俄语：Кирха Святого Семейства）是位於俄羅斯城市加里寧格勒的一座教堂，為新哥特式建築。聖家教堂興建於1904年至1907年。該教堂是柯尼斯堡在二戰中受損較小的建築之一。二戰後該建築曾被用作倉庫，1980年代曾被用作音樂廳。